# Modern Primitives (libro)
Modern Primitives es un libro escrito por V. Vale y Andrea Juno y publicado por RE/Search en 1989. El libro trata sobre investigaciones antropológicas, el renacimiento de prácticas antiguas y todo lo relacionado con las modificaciones del cuerpo; se compone de una colección de veintidós entrevistas y varios ensayos con personas y figuras claves, que han estado involucradas el campo de la transformación del cuerpo a finales de la década de los años 1980. Fue uno de los primeros documentos que cubrió de forma exhaustiva el resurgimiento y la creciente popularidad de los tatuajes, pírsines, escarificaciones, corsetería, espectáculos, rituales y otras prácticas en la sociedad occidental contemporánea.
A menudo se le cita como la Biblia de la modificación del cuerpo.

## Influencia
En el momento de su publicación, Modern Primitives fue el primer texto que abordó de manera integral las cuestiones sobre la estética y el significado de temas relacionados con las modificaciones corporales. El conocimiento del término «primitivo moderno», se debe en parte, a la gran popularidad de este libro. Además de su texto, el libro contiene imágenes de personas que participan en el movimiento, pero además expone varias prácticas sobre la cultura underground, incluyendo imágenes gráficas de pírsines genitales, bisección genital y la escarificación.
El libro también ha sido relacionado con leyendas urbanas sobre la historia y el origen de las perforaciones en el cuerpo, que siguen siendo un tema de interés muy generalizado, sobre todo por el estadounidense Richard Simonton apodado «Doug Malloy», uno de los pioneros del resurgimiento contemporáneo en la perforación del cuerpo.

## Personajes
Ensayistas y entrevistados en el libro:
| - Fakir Musafar - Tattoo Mike - ManWoman - Don Ed Hardy - Captain Don - Jane Handel - Wes Christensen (essay) - Anton Szandor LaVey - Leo Zulueta - Raelyn Gallina - Bill Salmon - Sheree Rose | - Lyle Tuttle - Vaughn - Vyvyn Lazonga - Monte Cazazza - Dan Thome - Hanky Panky - Charlie Cartwright - Greg Kulz - Heather McDonald - David Levi Strauss (essay) - Jim Ward - Genesis P-Orridge y Paula P-Orridge |